# Арагуая
Арагуа́я — река в Бразилии.
Длина — 2630 км, площадь бассейна — 370 000 км². Течёт по Бразильскому плоскогорью.
В среднем течении разветвляется на два рукава, образует один из крупнейших в мире речных островов длиной 300 км (Бананал). В нижнем течении — пороги, в среднем течении — судоходна на протяжении 1300 км. Средний расход воды — 8500 м³. Высота устья — 89 м над уровнем моря. Высота истока — 760 м над уровнем моря.
Впадает в реку Токантинс.
В период дождей (ноябрь-май) — паводок, в засушливый сезон (июнь-сентябрь) маловодна. На ней расположены города Арагуасема и Макауба с населением более 30 000 человек. В районе её протекания чередуются субэкваториальные леса, саванны и вечнозелёные галерейные леса вдоль берегов.
Основной приток — река Коку.